# Marcel Mermelstein
Marcel Mermelstein (14 janvier 1937, Borgerhout, Anvers, Belgique-23 mai 1944, Auschwitz) est un des 44 enfants d'Izieu arrêtés lors de la Rafle du 6 avril 1944, déportés et assassinés à Auschwitz. Sa sœur aînée, Paula Mermelstein ou Paulette Mermelstein, déportée par le même convoi no 74, en date du 20 mai 1944, connait le même sort. Leur mère, Frieda Mermelstein, est également déportée par le convoi no 74.

## Biographie
Marcel Mermelstein est né le 14 janvier 1937, à Borgerhout, Anvers, Belgique. Il est le fils de Max Mermelstein et de Frieda Mermelstein (née Gutmann), née le 6 mars 1912, à Varsovie, en Pologne. Max Mermelstein est un boucher. Marcel Mermelstein a une sœur, plus âgée, Paula Mermelstein ou Paulette Mermelstein, née le 10 janvier 1934, à Anvers.
Avec l'invasion de la Belgique, au printemps de 1940, la famille Mermelstein se réfugie en France, le 14 mai 1940. Le 28 juin 1942, la famille Mermelstein est arrêtée et internée pour un court temps au camp de Rivesaltes. Le père, Max Mermelstein, parvient à s'enfuir et rejoint la Résistance. La mère, Frieda Mermelstein, se cache dans le Sud de la France.
Marcel Mermelstein est libéré du camp de Rivesaltes, le 9 septembre 1942. Sur le document officiel, le camp est nommé Centre d'hébergement de Rivesaltes (Pyrénées-Orientales) [sic].

### Maison d'Izieu
Arrêté avec les autres enfants d'Izieu, lors de la Rafle du 6 avril 1944, mais contrairement à la majorité d'entre-eux, déportés par le convoi no 71, il est déporté par le convoi no 74, en date du 20 mai 1944, du camp de Drancy vers Auschwitz. Sa sœur, Paula Mermelstein ou Paulette Mermelstein, fait partie du même convoi. Marcel est âgé de 7 ans, Paula est âgée de 10 ans. Ils sont assassinés le 23 mai 1944.
La mort des enfants Mermelstein est évoquée par le rabbin américain Shmuley Boteach, qui mentionne que Max Mermelstein était un grand-oncle de son épouse,.
Peu de temps, après la rafle d'Izieu, la mère, Frieda Mermelstein, est arrêtée à Pau. Son nom aurait peut-être été trouvé dans la rafle. Elle rejoint ses enfants au camp de Drancy. Elle est déportée à Auschwitzpar le convoi no 74, avec ses enfants.

## Mémoire
Les "Pavés de Mémoire" (Stolpersteine) sont encore à poser pour les Enfants d'Izieu, originaires d'Anvers.